# Grega Benedik
Grega Benedik (ur. 11 maja 1962 w Žirovnicy) – słoweński narciarz alpejski reprezentujący Jugosławię.

## Kariera
W Pucharze Świata zadebiutował 4 stycznia 1981 roku w Ebnat-Kappel, gdzie zajął 10. miejsce w kombinacji. Tym samym wywalczył pierwsze pucharowe punkty. Na podium zawodów tego cyklu jedyny raz stanął 21 marca 1987 roku w Sarajewie, wygrywając rywalizację w slalomie. Wyprzedził tam swojego rodaka Bojana Križaja i Francuza Didiera Bouveta. W sezonie 1986/1987 zajął 26. miejsce w klasyfikacji generalnej, a w klasyfikacji slalomu był piąty.
Startował w gigancie na igrzyskach olimpijskich w Sarajewie, jednak nie ukończył pierwszego przejazdu. Na rozgrywanych cztery lata później igrzyskach w Calgary zajął dziewiąte miejsce w slalomie. Na mistrzostwach świata w Crans-Montana w 1987 roku był czternasty w slalomie. Brał także udział w mistrzostwach świata w Vail w 1989 roku, gdzie w tej samej konkurencji uplasował się na ósmej pozycji.

## Osiągnięcia

### Igrzyska olimpijskie
| Miejsce | Dzień     | Rok  | Miejscowość | Konkurencja | Czas biegu | Strata | Zwycięzca     |
| ------- | --------- | ---- | ----------- | ----------- | ---------- | ------ | ------------- |
| DNF1    | 14 lutego | 1984 | Sarajewo    | Gigant      | 2:41,18    | –      | Max Julen     |
| 9.      | 27 lutego | 1988 | Calgary     | Slalom      | 1:39,47    | +1,91  | Alberto Tomba |

### Mistrzostwa świata
| Miejsce | Dzień     | Rok  | Miejscowość   | Konkurencja | Czas biegu | Strata | Zwycięzca       |
| ------- | --------- | ---- | ------------- | ----------- | ---------- | ------ | --------------- |
| 14.     | 8 lutego  | 1987 | Crans-Montana | Slalom      | 1:54,63    | +1,94  | Frank Wörndl    |
| 8.      | 12 lutego | 1989 | Vail          | Slalom      | 2:02,85    | +2,70  | Rudolf Nierlich |

### Puchar Świata

#### Miejsca w klasyfikacji generalnej
- sezon 1980/1981: 87.
- sezon 1982/1983: 51.
- sezon 1983/1984: 101.
- sezon 1985/1986: 55.
- sezon 1986/1987: 26.
- sezon 1987/1988: 32.
- sezon 1988/1989: 46.
- sezon 1989/1990: 72.

#### Miejsca na podium
1. Sarajewo – 21 marca 1987 (slalom) – 1. miejsce